# アッラーフ
アッラーフ（アラビア語: الله, Allāh, アッラー（フ））は、イブラーヒームの宗教の神に対するアラビア語呼称。

## 名称

アッラーの名前を記した書道デザイン

### 語源
アッラーフ（الله, Allāh, アッラーフ、口語アラビア語発音：Allā, アッラー）は、「神」を意味するイラーフ（إله, ilāh, 「a god」の意）に定冠詞アル（ال, al, 英語のtheに相当）がついたアル＝イラーフ（الإله, al-ilāh, 「the God」の意）が元になっているとの説が知られるが、これ以外にも「アッラーフ（アッラー）は唯一神を表す固有名詞であり語頭のAl-はアラビア語の定冠詞ではない」とする説など複数の説がある。
ユダヤ教では神をエロヒム、エルと呼ぶが、これらの発音が互いに似ているのはアラム語、ヘブライ語、アラビア語などが同じアフロ・アジア語族のセム語派だからである。

### 発音と表記
アラビア語圏の日常会話では文語休止形発音のアッラーフではなく Allā（アッラー）という口語発音が一般的であるため、アラブ世界内外において文語アラビア語に即した表記であるAllahとつづりながらも実際にはアッラーと発音されることの原因となっている。日本語におけるカタカナ表記でも口語発音由来のアッラーが標準的である。
Wikipediaでは討議の結果アッラーフを項目名として採用しているが実際には非常にまれなカタカナ表記となっているため、本項では以後便宜上アッラー表記で統一することとする。
かつて日本では「アラー」や「アラーの神」といった表現が広く流布しておりアニメや書籍などでも用いられていたが、訂正活動の結果イスラムはイスラーム、アラーはアッラー、マホメットはムハンマドとなっていき、現在では「アッラー」が一般化。神という名詞を添えた「アッラーの神」という言い回しもされなくなった。
なおアッラーの99の美名はこの唯一神アッラーの属性を別称として用いているものであり、神の呼称としては本項目のアッラーが基本的な名称となっている。

## イスラーム教におけるアッラー
アッラーがクルアーンを授けたとされるムハンマド・イブン・アブドゥッラー（以下「ムハンマド」）は、神（アッラー）より派遣された大天使ジブリールから神（アッラー）の受託をアラビア語で語った使徒であり、最後にして最大の預言者とされる。
ムハンマドは飽くまで神（アッラー）から被造物である人類のために人類のなかから選ばれた存在に過ぎない。そもそもアッラー（神）自体が「生みもせず、生まれもしない」、つまり時間と空間を超越した絶対固有であるため、キリスト教神学におけるイエス・キリスト像のように、ムハンマドを「神（アッラー）の子」と見なすような信仰的・神学的位置付けもされていない。
| 「                          | 言え、「かれは神、唯一の御方であられる。神（アッラー）は自存され、御産みなさらないし、御生まれになられたのではない、かれに比べ得る何もない。」 | 」 |
| —『クルアーン』第112章1-4節 | |    |

唯一絶対にして全知全能であり、すべてを超越する。「目無くして見、耳無くして聞き、口無くして語る」とされる（精神だけの）存在であるため、あらゆる時にあらゆる場にあり得て（遍在）、絵画や彫像に表すことはできない。イスラーム教がイメージを用いた礼拝を、偶像崇拝として完全否定しているのも、このためである。世界のどこにいても、聖地メッカの方角を向いてその場で礼拝する定めになっている。
イスラームの教えは先行するユダヤ教・キリスト教を確証するものであるとされるため、アッラーはユダヤ教・キリスト教のヤハウェと同じであるとされる。一方でユダヤ教、キリスト教はこれを認めていない。神（アッラー）は六日間で天地創造しており、また最後の日には全人類を死者までも復活させ、最後の審判を行う「終末」を司る。
なお、一切を超越した全能の神（アッラー）が休息などするはずがない[Quran 2:255]、という観点から、創造の六日間の後に神が休息に就いたことを否定するなど違いはある。これはイスラームがユダヤ教やキリスト教を同じ「啓典の宗教」として尊重しながらも、それらの教えに人為的改変あり、と見なしてきたことの顕著な例でもある。クルアーンが現在の形になったのはムハンマドの死後であるが、イスラーム教徒は神（アッラー）が遣わせた大天使ジブリールからムハンマドに言わせた言葉が現在のクルアーンに、完全に再現されていると考えている。

## アラビア語ならびに他宗教におけるアッラー

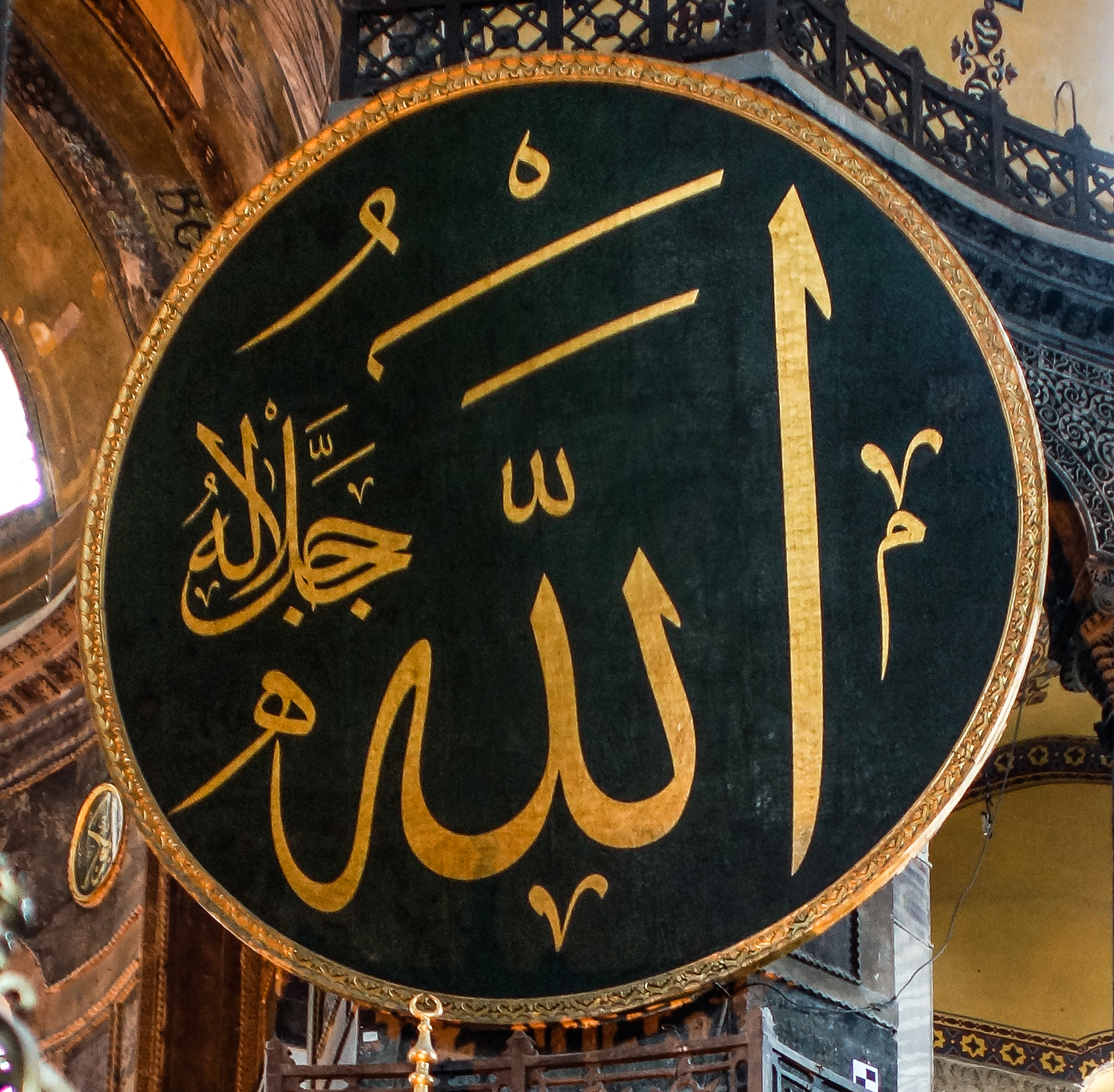
アッラーの紋章（イスタンブール・アヤソフィア）

元来、アラビア語でアッラーは英語でいうGodである。そのため、現在ではアブラハムの一神教といわれるユダヤ教、キリスト教、イスラーム教の共通の唯一絶対神を指す。
ちなみにアラブ地域の聖書ではヤハウェを「アッラー」と表記している。例えば、東方正教会のアンティオキア総主教庁、アッシリア東方教会（ネストリウス派）、シリア正教会 （非カルケドン派）などでは、創造主を「アッラー」と訳している。
しかしながらマレーシアではイスラーム教徒以外が用いることが制限されており、同国でカトリック系新聞『ヘラルド』が掲載した際には、政府から使用禁止が命じられた。この使用禁止命令は、一時はマレーシアの高等裁判所により取り消され、使用を認める判決が下されたが、2013年10月14日、マレーシアの上訴裁判所は高裁判決を破棄して、イスラーム教徒でない人々が神を表す言葉として「アッラー」を使うことを禁じる判決を下した。その後、2021年3月10日、新たな判決により、イスラーム教以外の宗教が神の呼び名としてアッラーを使用することが認められた。
また、前述のとおりアッラーはアラビア語で特定の神を指し示す言葉であることから、イスラーム発祥当時のアラビア語を母語とするユダヤ教徒・キリスト教徒も唯一神であるヤハウェをさしてアッラーと呼んでいた。ムハンマドに啓示が下された後、イスラームにおいても万物を創造し、かつ滅ぼすことのできる造物主こそが唯一とされ、その超越性が強調されるようになった。
ただし、考古学的見地では、ヤハウェとイスラーム教の唯一神アッラーは別の起源であり、イスラーム教の唯一神アッラーは、630年以前は、カアバ神殿に祭祀されていた最高神の呼称である。イスラーム教でいうジャーヒリーヤ（無明時代）以前から、カアバ神殿に祭祀されていた360の神々の最高神がアッラーとされ、信仰の対象となっていた。
アッラーの下には、アッラーの娘たちとと呼ばれたアッラート、マナート、アル・ウッザーの3女神がいた。これらの女神はアラブの部族神であり広く信仰されていたが、クルアーンにおいて否定された。月からの隕石とされていたカアバの黒石は、アッラートの御神体とされていた。もちろん、偶像崇拝を禁じるイスラーム教では、信仰及び崇拝の対象になってはいないが、ハッジ（メッカへの巡礼）においてこの石に触れることができれば大変な幸運がもたらされるとされている。

## 日常会話における慣用句として
アラビア語圏を始めとするイスラーム諸国、イスラーム教徒家庭ならびにアラビア語圏のキリスト教徒など神をアッラーと呼ぶ共同体においては英語の「Oh my god（オー・マイ・ゴッド）」、「Oh my gosh!」に相当する複数の慣用表現にこの神の名前がしばしば登場する。アッラー単体に加えその他の語と組み合わせた文章も含めると非常に多数となる。
アラブ諸国の場合、方言差もあるが以下のような慣用表現がある。

### 神の名前のみ口にする言い回し

#### アッラー（الله）
اَلله（口語アラビア語発音：ʾallā, アッラー）
感嘆・称賛：へえ、すごい、わあ
驚嘆・悲嘆：なんてこった

#### アッラー・アッラー（الله الله）
اَلله اَلله（口語アラビア語発音：ʾallā ʾallā, アッラー・アッラー）
感嘆・称賛：へえ、すごい、わあ
驚嘆・悲嘆：なんてこった

#### アッラー・アッラー・アッラー（الله الله الله）
اَلله اَلله اَلله（口語アラビア語発音：ʾallā ʾallā ʾallā, アッラー・アッラー・アッラー）
驚嘆・称賛：すごい、すばらしい（Wonderful!、How wonderful ◯◯ is!）

#### アッラ・ッラ・ッラ・ッラ（الله الله الله الله）
اَلله الله الله الله（口語アラビア語発音：ʾalla-lla-lla-lla, アッラ・ッラ・ッラ・ッラ）
神の名前を4つ並べる形ではあるが、短く詰まった発音で続ける。日本語での「あららら」に近い発音。
【エジプト方言など】ショック・呆れ・信じがたい気持ち：なんとまあ、あらまあ、なんてこったい

### 呼びかけ語との組み合わせ

#### ヤー・アッラー（يا الله）
يَا اللهُ（口語アラビア語発音：yā ʾallā, ヤー・アッラー）
直訳：ああ神様、おお神よ
意訳：ああ！（感情が高まった時などに）
＊これを詰まった発音で「yalla（ヤッラ）」とすると物事を始める時・出かける際のかけ声・相手に促す呼びかけ「そら」「さぁ」「ほら」「ほら急いで」となる。

#### ヤー・イラーヒー（يا إلهي）
يَا إِلٰهِي（yā ʾilāhī, ヤー・イラーヒー）
＊唯一神アッラーの名称から定冠詞アルを取って普通の名詞「神（god）」にした上で「私の～」という意味の人称代名詞接続形をつけたもの。
直訳：ああ、我が神よ
意訳：ああ、なんてこった（Oh my God）